# Federación Ruandesa de Fútbol
La Federación Ruandesa de Fútbol (en francés: Fédération Rwandaise de Football Association; abreviado FERWAFA) es el organismo rector del fútbol en Ruanda. Fue fundada en 1972 y desde 1976 es miembro de la FIFA y de la CAF. Organiza el campeonato de Liga y de Copa, así como los partidos de la selección nacional en sus distintas categorías.